# Musea i Sogn og Fjordane
Musea i Sogn og Fjordane är en norsk regional museistiftelse i Vestland fylke, som grundades 2009. Den omfattar tolv museer:
- Astruptunet, Sandalstrand
- Eikaasgalleriet, Ålhus, Jølster, grundat 1994
- De Heibergske Samlinger – Sogn Folkemuseum mellan Sogndal och Kaupanger, grundat 1909
- Kvernsteinsparken, Hyllestad
- Kystmuseet i Sogn og Fjordane, Florø
- Nordfjord Folkemuseum, Jølet, Sandane, grundat 1920
- Norsk Reiselivsmuseum, Balestrand
- Sogn fjordmuseum, Kaupanger
- Sogn og Fjordane Kunstmuseum, Førde, grundat 1987
- Sunnfjord Museum, Movika, Sunnfjord
- Vågsberget handelsstad, Måløy

## Bildgalleri

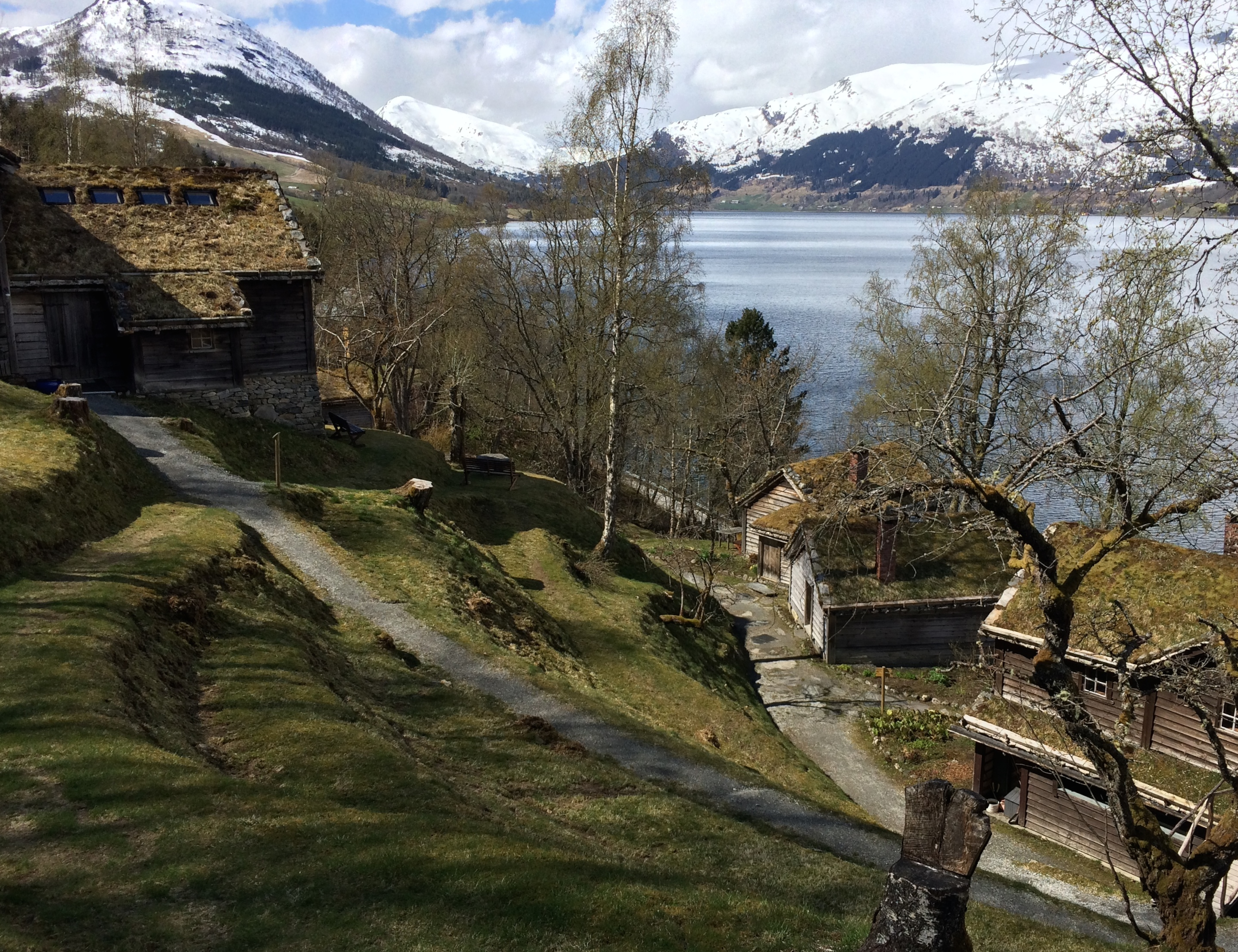
Astruptunet
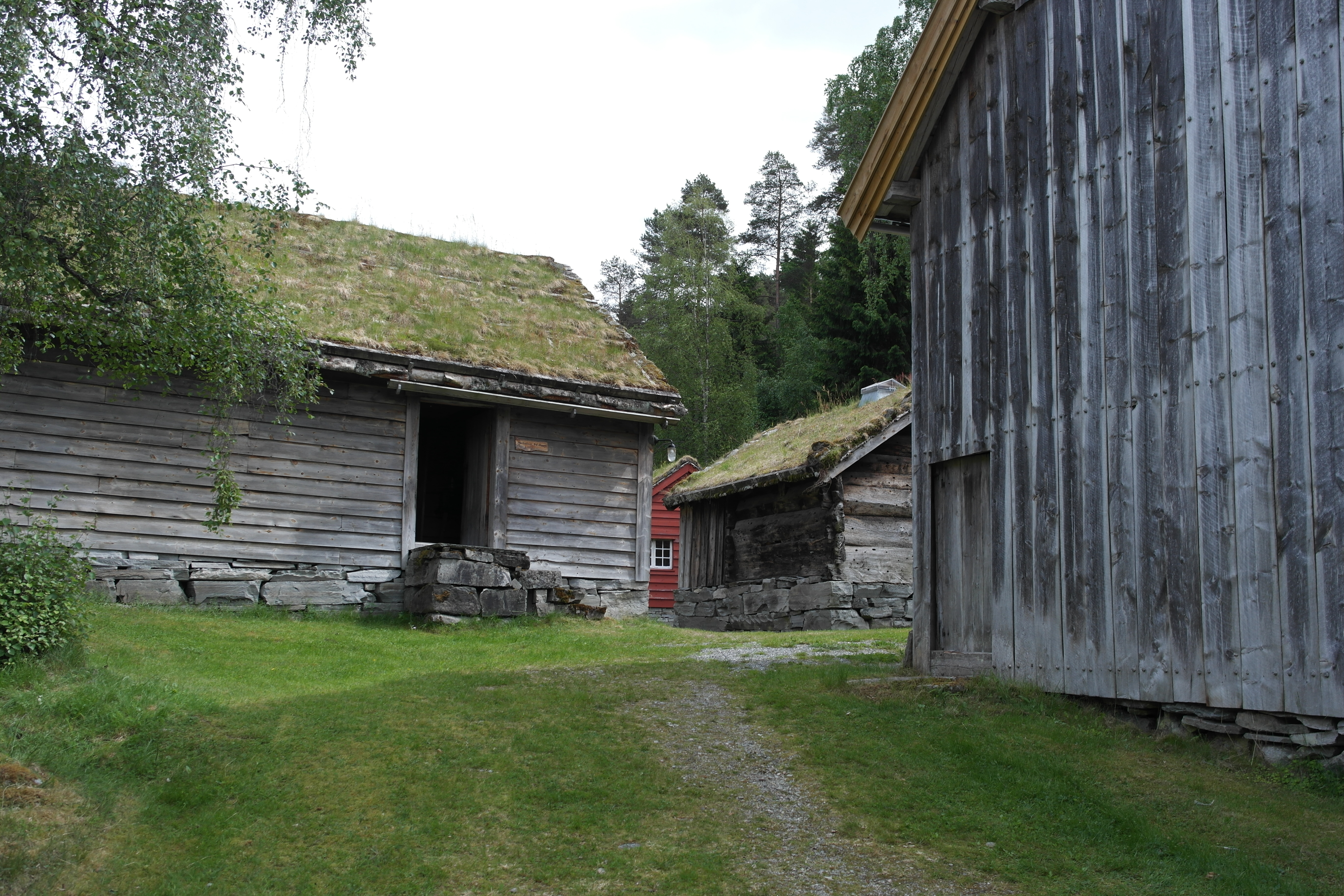
Stuga från Gloppen på Nordfjord Folkemuseum
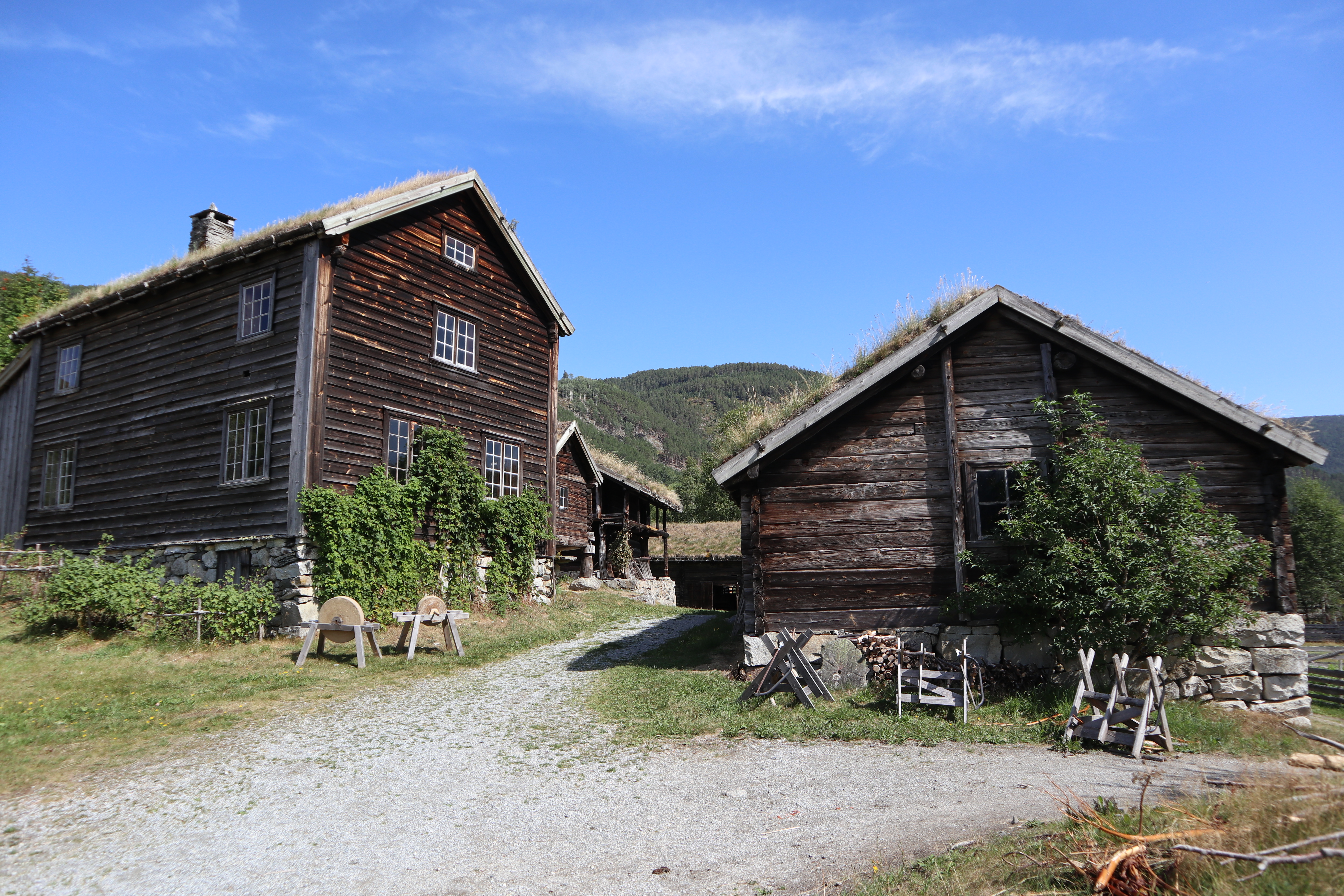
De Heibergske Samlinger
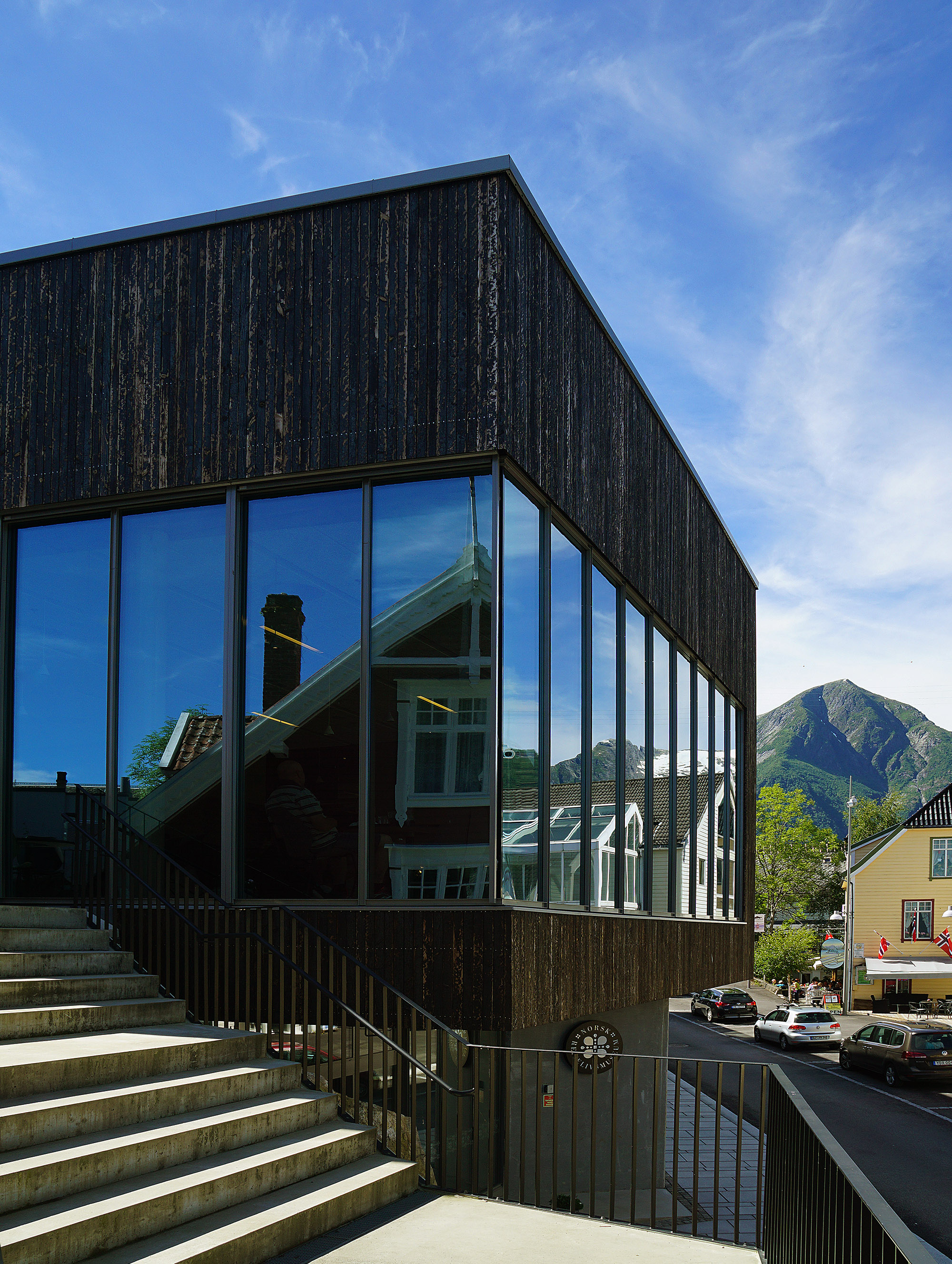
Norsk Reiselivsmuseum
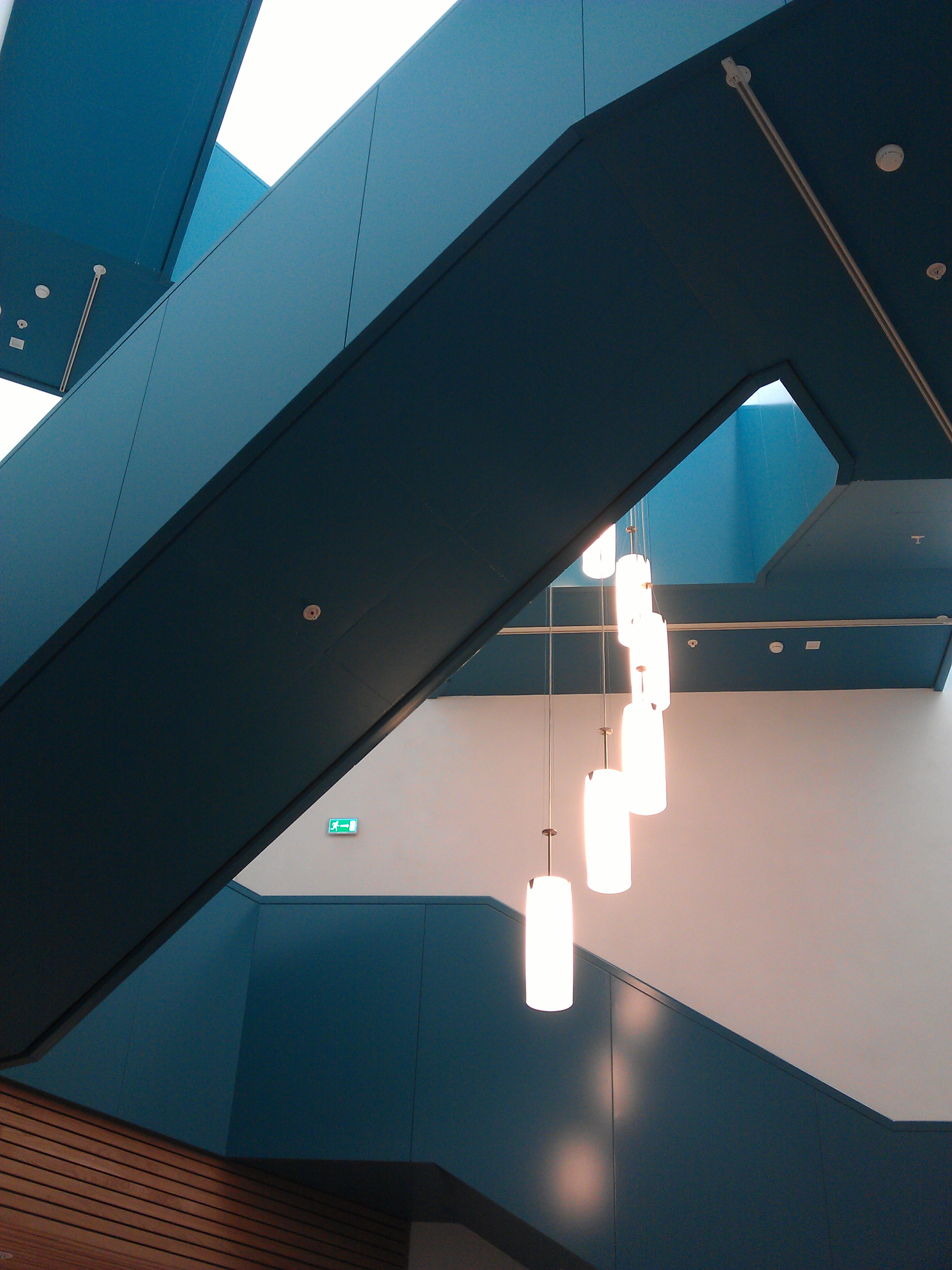
Trappan i Sogn og Fjordane Kunstmuseum
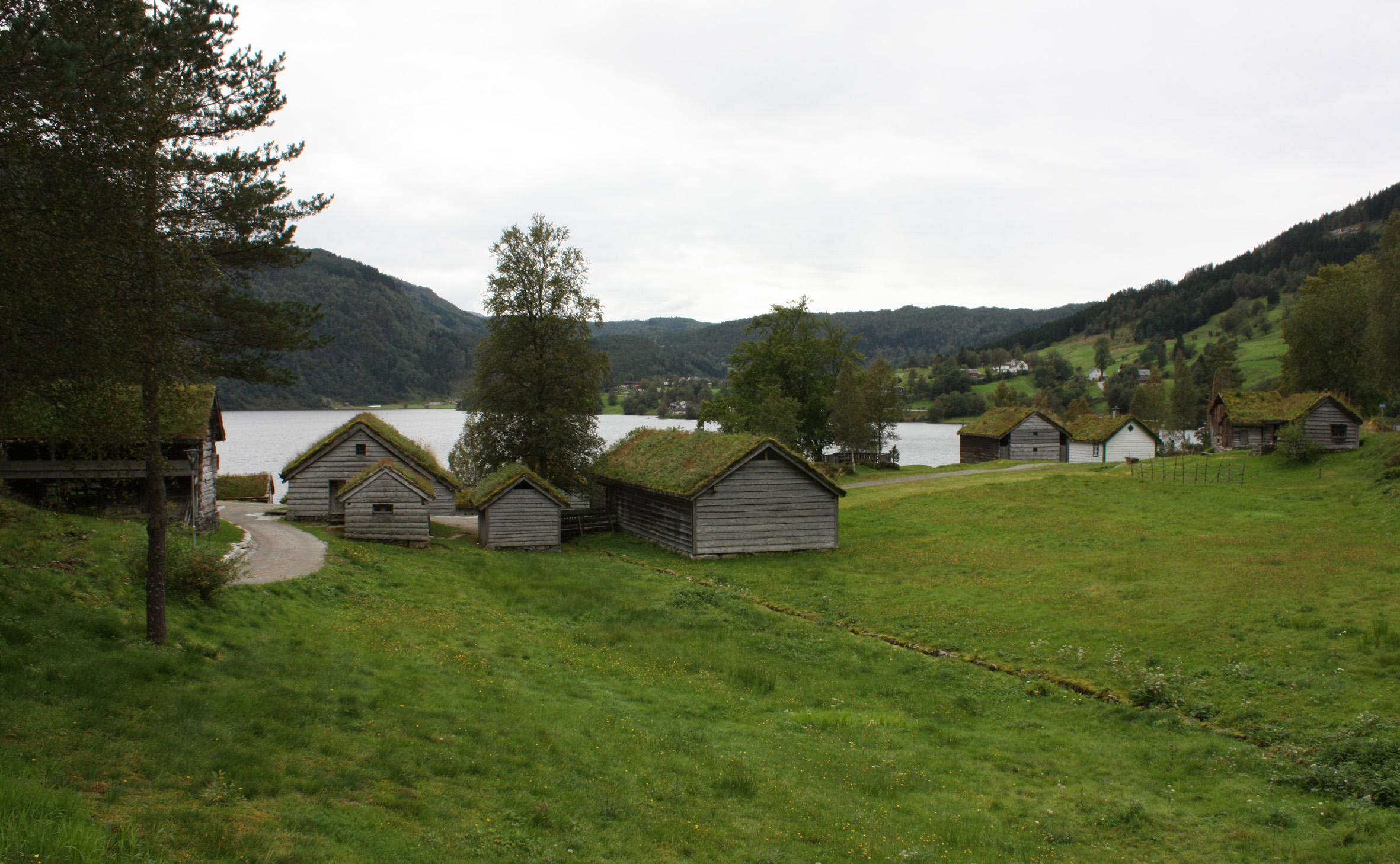
Sunnfjord Museum
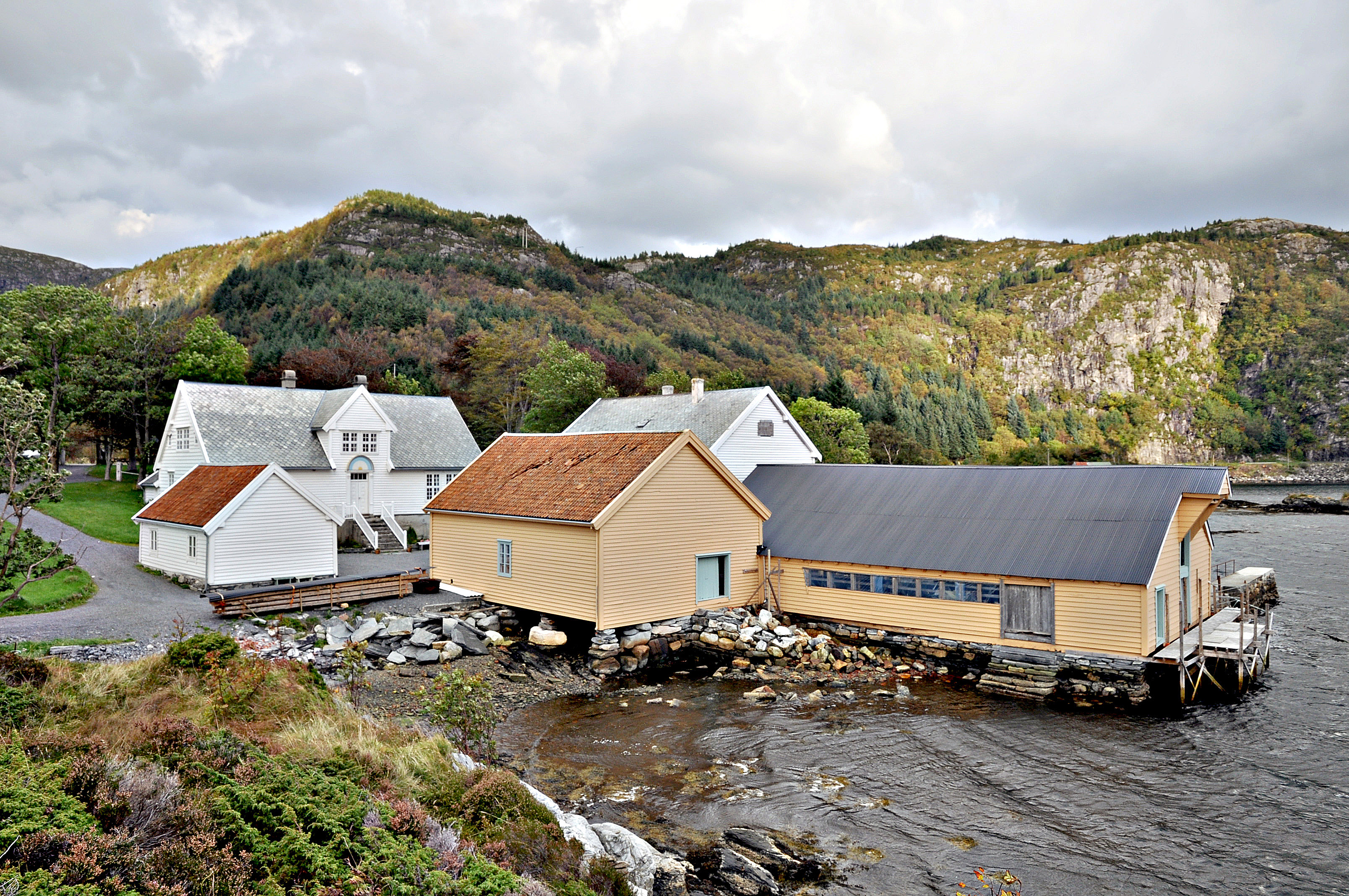
Vågsberget handelsstad